# Hotel Lange Straße 37
Das ehemalige Hotel Lange Straße 37, Ecke Gerken Gang, in Diepholz stammt aus dem 19. Jahrhundert. Aktuell (2023) wird es als Geschäftshaus mit u. a. Praxen genutzt.
Das Gebäude steht unter Denkmalschutz (siehe auch Liste der Baudenkmale in Diepholz).

## Beschreibung
Das zweigeschossige historisierende verputzte massive Eckgebäude mit Walmdach, markanten, farblich heller abgesetzten Pilastern, Fenster- und Türfaschen sowie Geschoss- und Traufgesimsen stammt vom 19. Jahrhundert. Es wurde zu einem Bürohaus umgebaut.
Das Landesdenkmalamt befand: „… geschichtliche Bedeutung … durch die repräsentativen klassizistisch anmutenden Fassaden …“